# الأمير رانديان
الأمير رانديان (بالإنجليزية: Prince Randian)‏ هو مؤدي أمريكي من أصل غيني. يعاني من متلازمة فقدان الأطراف الأربعة وكان مؤديًا جانبيًا مشهورًا بلا أطراف في أوائل القرن العشرين، وكان معروفًا بقدرته على لف السجائر بشفتيه.

## روابط خارجية
- الأمير رانديان على موقع IMDb (الإنجليزية)
- الأمير رانديان على موقع قاعدة بيانات الفيلم (الإنجليزية)